# Resolutie 183 Veiligheidsraad Verenigde Naties
Resolutie 183 van de Veiligheidsraad van de Verenigde Naties van 11 december 1963 werd door de leden van de VN-Veiligheidsraad aangenomen met tien tegen geen stemmen, en met de
onthouding van Frankrijk. De resolutie bevestigde de betekenis van zelfbeschikking en vroeg Portugal om politiek gevangenen vrij te laten als teken van goede wil.

## Achtergrond
Toen na de Tweede Wereldoorlog de dekolonisatie van Afrika op gang kwam, ontstonden ook in de Portugese koloniën op het continent onafhankelijkheidsbewegingen. In tegenstelling tot andere Europese landen voerde het dictatoriale regime dat Portugal destijds kende dertien jaar lang oorlog in Angola, Guinee-Bissau, Kaapverdië en Mozambique. Behalve in Guinee-Bissau kon het Portugese leger overal de bovenhand halen, maar de oorlog kostte handenvol geld en het land raakte internationaal geïsoleerd. Pas toen de Anjerrevolutie in 1974 een einde maakte aan de dictatuur, werden ook de koloniën als laatsten in Afrika onafhankelijk.

## Inhoud
Secretaris-seneraal U Thant had geprobeerd contact te leggen tussen Portugal en de Afrikaanse landen. Dat had echter nergens toe geleid doordat er geen overeenstemming was over de interpretatie die de Verenigde Naties gaven aan zelfbeschikking. In resolutie 1514 (XV) interpreteerde de Algemene Vergadering het woord als volgt:
Alle volkeren hebben het recht op zelfbeschikking. Door dat recht bepalen zij hun politieke status en streven zij economische, sociale en culturele ontwikkeling na.
Betreurt werd dat Portugal resolutie 180 naast zich neerlegde. Het land werd gevraagd amnestie te verlenen aan gevangenen en ballingen die de onafhankelijkheid van de koloniën nastreefden als teken van goede wil.

## Verwante resoluties
- Resolutie 178 Veiligheidsraad Verenigde Naties
- Resolutie 180 Veiligheidsraad Verenigde Naties
- Resolutie 204 Veiligheidsraad Verenigde Naties
- Resolutie 218 Veiligheidsraad Verenigde Naties

Lijst ·  178 ·  179 ·  180 ·  181 ·  182 ·  183 ·  184 ·  185